# Vreoci
Vreoci es un pueblo ubicado en la municipalidad de Lazarevac, en el distrito de Belgrado, Serbia.

## Superficie
Posee una superficie de 18,65 kilómetros cuadrados.

## Demografía
Hasta 2011 la población era de 2559 habitantes, con una densidad de población de 137,2 habitantes por kilómetro cuadrado.